# Caso Quemados
Se conoce como Caso Quemados al crimen ocurrido el día 2 de julio de 1986 en Santiago, cuyo contexto fue la lucha callejera contra la dictadura militar de Augusto Pinochet en Chile.
Un grupo de militares comandado por el oficial Pedro Fernández Dittus, que patrullaba las calles durante una jornada de protesta Nacional, interceptó, golpeó, roció de combustible y quemó a dos jóvenes: Carmen Gloria Quintana y el fotógrafo Rodrigo Rojas de Negri. Este último trabajaba para una agencia internacional y seguía al grupo para registrarlo. Tras la agresión, las víctimas fueron acarreadas y abandonadas en un sitio eriazo de la comuna de Quilicura, periferia de la ciudad. Rojas posteriormente fallecería. Por la crueldad y absurdas sentencias judiciales asociadas, el hecho activó protestas contra la dictadura militar a nivel nacional e internacional (principalmente en Estados Unidos, lugar de residencia de Rojas).

## Descripción de los hechos
La oposición a Augusto Pinochet tenía gran esperanza de que 1986 sería "El año de la victoria" y programó una serie de jornadas de protesta que debían coronarse con un gran paro nacional los días 2 y 3 de julio. En casi toda población los grupos políticos opositores se prepararon. La respuesta del régimen fue enviar militares a patrullar las calles para mantener el control [cita requerida].
En el barrio de Los Nogales, comuna de Estación Central de Santiago, un pequeño grupo de personas se encontraba montando barricadas en un sector estratégico, durante la mañana del día 2 de julio. El fotógrafo Rodrigo Rojas de Negri, quien prestaba servicios para una agencia internacional que cubría la noticia del paro, acompañó al grupo. La brigada portaba 5 neumáticos usados y un bidón de gasolina. A las 8 de la mañana fueron interceptados en la esquina de Avenida General Velásquez con calle Germán Yungue por una patrulla militar del Regimiento de Caballería Blindada N°10 "Libertadores", siendo esta parte de la Unidad Fundamental Antisubversiva, comandada por el teniente Pedro Fernández Dittus e integrada por 3 civiles, 5 suboficiales y 17 soldados. La mayoría de los jóvenes lograron escapar, excepto Quintana y Rojas de Negri[cita requerida]. 
Los militares rociaron a los detenidos con gasolina y les prendieron fuego. Estando ambos jóvenes en llamas e inconscientes, fueron envueltos con mantas por miembros de la patrulla, y cargados en un vehículo militar hasta un camino aislado, distante unos 20 kilómetros de la capital. Una vez allí los arrojaron a una zanja de regadío, asumiendo que morirían. Más tarde fueron hallados por trabajadores agrícolas y llevados a la Posta Central, para su atención.

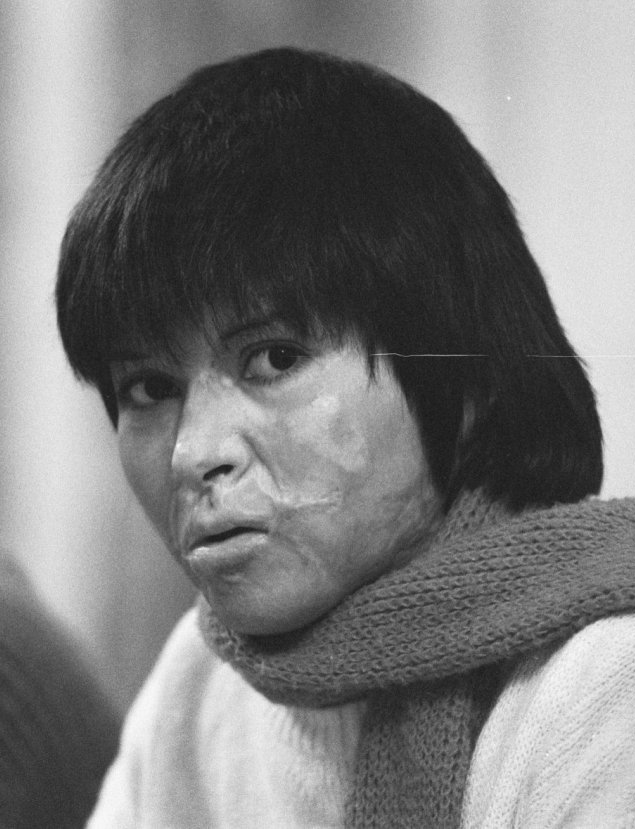
Carmen Gloria Quintana el 10 de noviembre de 1987.

Rojas de Negri falleció cuatro días más tarde debido a la gravedad de sus heridas. Quintana en cambio fue trasladada al Hospital del Trabajador el 6 de julio. Pese a las quemaduras de segundo y tercer grado que sufrió en un 62% de su cuerpo, con muchos dientes rotos (transitando entre vida y muerte durante semanas), finalmente sobrevivió. A continuación fue sometida a un largo tratamiento médico en Chile y Canadá, pero aun conserva un rostro parcialmente desfigurado a consecuencia de sus quemaduras y cicatrices.

## Resoluciones judiciales
Si bien la prensa oficialista y las presiones del gobierno primero intentaron negar los hechos y luego intentaron mantener la vigencia de la versión militar, los reclamos desde gobiernos y organismos de derechos humanos llevará a judicializar el asunto, se designó al juez Alberto Echavarría Lorca para investigar los hechos quien el día 23 dictaminó:

a) que Rodrigo Rojas de Negri y Carmen Quintana Arancibia fueron detenidos el día 2 de este mes por una patrulla militar que aseguraba el libre tránsito de vehículos, reteniéndoseles transitoriamente en el lugar de su aprehensión, uno al lado de la otra y próximos a elementos de fácil combustión, combustión que se produjo debido a un movimiento de la joven y la caída y rotura del envase de uno de esos elementos, causando quemaduras graves a los dos y originando posteriormente la muerte del primero; y b) que no se dispuso lo conveniente para la inmediata atención médica de los afectados, sino que se les dejó en libertad después de transcurridos unos momentos en un lugar y en condiciones no propicias para obtener esa atención.

Por esta razón, la resolución del juez fue dejar en libertad a los militares implicados. Según el informe de Amnistía Internacional de ese año, los testigos y los abogados de las víctimas recibieron amenazas de muerte (tres testigos debieron abandonar el país).
Ante las críticas y presiones, un tribunal militar el 3 de enero de 1991 sólo encontró al oficial Fernández Dittus culpable de negligencia, por negarle asistencia médica a Rojas, pero le exoneró de cualquier responsabilidad en la incineración de Quintana.
Sólo será en 1993, cuando la Corte Suprema condene a Fernández Dittus a 600 días en prisión por su responsabilidad en la muerte por quemaduras de Rojas de Negri y las quemaduras serias recibidas por Quintana. En octubre de 2000 un tribunal ordenó que el Estado chileno le pagara 251,7 millones de pesos a Carmen Gloria Quintana (sobre U$500,000) en compensación.

### Reapertura del caso en 2015
En julio de 2015 el ministro Mario Carroza dictó siete órdenes de detención en contra de funcionarios militares involucrados en el caso. La aparición de Fernando Guzmán Espíndola, como un testigo clave, quien fue uno de los conscriptos de la patrulla militar, brindó los antecedentes claves para avanzar en la resolución del caso, indicando que fue el teniente Julio Castañer González quien dio la orden directa. Dicho conscripto reconoció que, en ese momento, fue presionado a dar una declaración falsa a la justicia militar.
En marzo de 2019, el ministro Carroza condenó a once militares en retiro por los delitos de homicidio calificado, respecto de Rodrigo Rojas de Negri, y homicidio calificado en grado de frustrado, respecto de Carmen Gloria Quintana. La sentencia condenó como autores a Julio Ernesto Castañer González, Iván Humberto Figueroa Canobra y Nelson Fidel Medina Gálvez, a diez años y un día de presidio. Mientras que Luis Alberto Zúñiga González, Jorge Osvaldo Astorga Espinoza, Francisco Fernando Vásquez Vergara, Leonardo Antonio Riquelme Alarcón, Walter Ronny Lara Gutiérrez, Juan Ramón González Carrasco, Pedro Patricio Franco Rivas y Sergio Hernández Ávila fueron condenados como cómplices a la pena de tres años y un día de presidio, con el beneficio de la libertad vigilada.
En marzo de 2022, la Corte de Apelaciones de Santiago modificó la sentencia para aumentar las penas dictadas contra los condenados. En relación con los autores de los delitos, las condenas fueron modificadas a veinte años de presidio. En tanto, la Corte rechazó la excepción de cosa juzgada que había absuelto a Pedro Fernández Dittus en primera instancia, quien también fue condenado como autor. La sentencia también absolvió a Luis Zúñiga González, Jorge Astorga Espinoza y Sergio Hernández Ávila.
En enero de 2024 la Corte Suprema sentenció a 10 militares en retiro involucrados como autores y cómplices de los delitos.

## El caso en la cultura popular

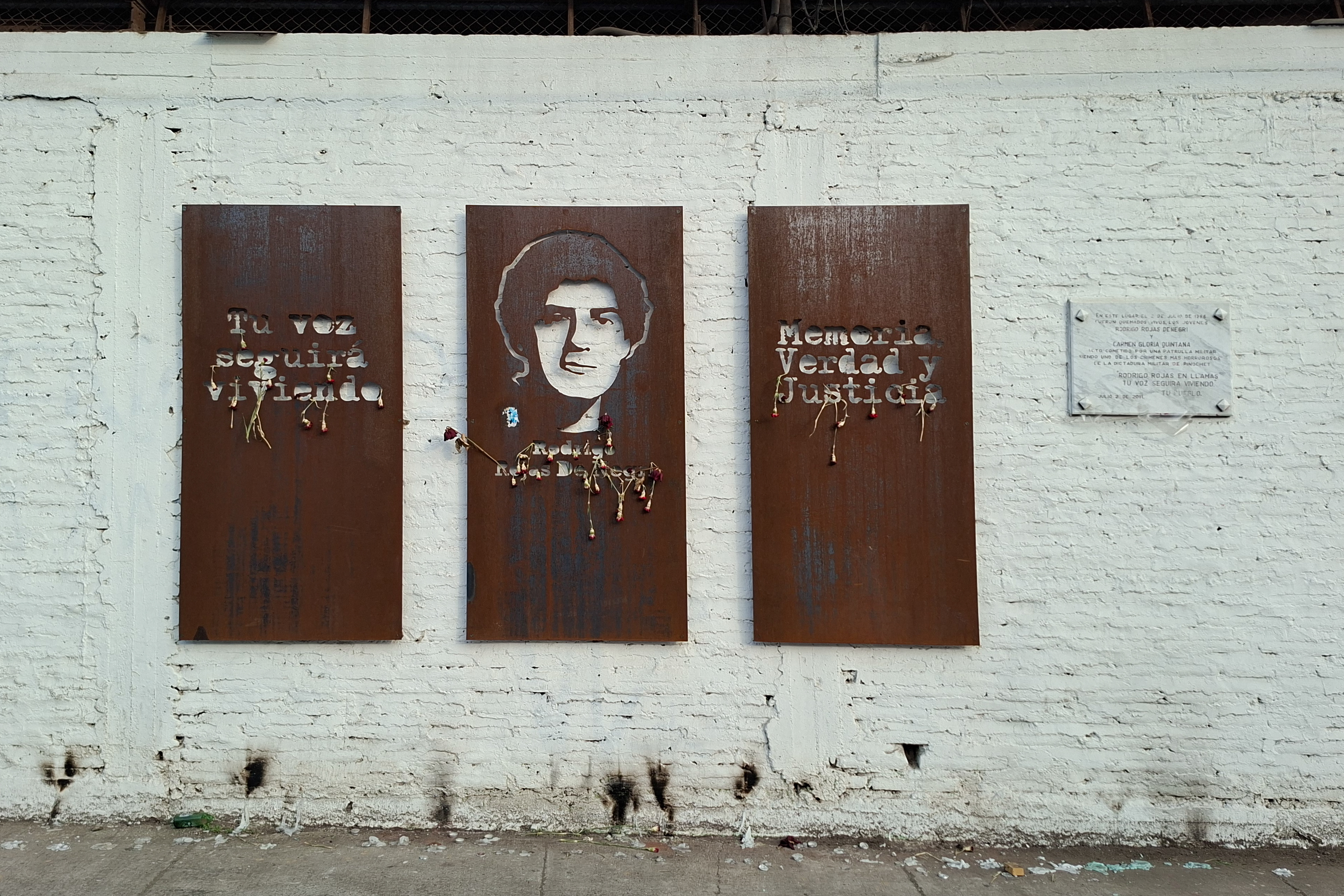
Memorial a Rodrigo Rojas De Negri y Carmen Gloria Quintana en Estación Central.

- Durante la visita a Chile de Juan Pablo II, Carmen Gloria Quintana se reunió con el pontífice en las instalaciones del Hogar de Cristo en la ciudad de Santiago, en un evento sumamente emotivo.[11][12]
- El grupo musical chileno Illapu dedicó a Rojas la canción «Para seguir viviendo», inserta en el disco homónimo del año 1986.
- En el año 1986 Lucía Hiriart pronuncia la polémica frase “para qué se queja tanto esta niña, si se quemó tan poco”, haciendo referencia a Carmen Gloria Quintana.[13]
- El dúo chileno Quelentaro dedicó a Rojas una copla titulada «Rodrigo Rojas».
- La obra orquestal Fuego del compositor Agustín Fernández Sánchez se estrenó en la Catedral Metropolitana de Cristo Rey de Liverpool, Inglaterra, en mayo de 1987. Dedicada a Rodrigo Rojas de Negri y a Carmen Gloria Quintana, la pieza tuvo ejecuciones posteriores por la Sinfónica de la Universidad Queen's de Belfast (1992), por la Sinfónica de Juilliard (Lincoln Center, 1996), por la Orquesta Sinfónica de Perugia (2003) y tres veces en distintas ciudades de España por la Orquesta Sinfónica de Castilla y León (2007).
- El dramaturgo Francisco Aravena y la compañía Contragolpe se inspiraron en este dramático episodio para crear la obra teatral General Velásquez 86. Elaborada en clave documental la obra intenta mostrar «las múltiples voces que contaron la historia: los implicados y testigos, las autoridades político-militares, el poder judicial y los medios de comunicación».[14]
- El grupo musical chileno Chancho en Piedra dedicó a Rodrigo y Carmen Gloria la canción «Llamas», perteneciente a su último álbum de estudio Funkybarítico, hedónico, fantástico, año 2016.[cita requerida]
- El grupo chileno de Post-Hardcore Tenemos Explosivos incluyó en su álbum de 2015 «La Virgen de los Mataderos» la canción «Montreal, 400 negativos» en memoria de Rodrigo y Carmén Gloria.[cita requerida]
- El 13 de abril de 2016 fue inaugurado en el mural Memoria visual de una nación de Mario Toral —instalado en la estación Universidad de Chile del Metro de Santiago— un friso que representa el caso de Quintana y Rojas. La sección de la obra había sido censurada al momento de la ejecución del mural en los años 1990, siendo reemplazada por una frase de Bertolt Brecht.[15][16]
- El 9 de abril de 2021 se estrenó por streaming la película "La mirada incendiada", dirigida por Tatiana Gaviola y que retrata lo ocurrido en el "Caso Quemados".